# Copa Perú (Voleibol)
La Copa Perú es un campeonato promocional de voleibol en el que participan varios equipos de todo el Perú. Es un campeonato organizado por el Instituto Peruano del Deporte (IPD) con el apoyo de Telefónica del Perú, y se juega en diversas etapas y en distintas regiones.

## Historia
La Copa Perú es el torneo del voleibol amateur en el Perú, instaurado en el año 2009. El CV Universitario de Deportes se proclamó campeón de la I Copa Perú de voleibol, al vencer por un contundente 3-0 (25-15, 25-15 y 25-21) al equipo de la Universidad César Vallejo (UCV) de Trujillo, en el tercer play off jugado el sábado 19 de diciembre en la ciudad de Ica. Universitario había vencido 3-2 en Trujillo y César Vallejo 3-0 en Lima. El equipo femenino de voleibol de Universitario, estuvo conformado por: Andrea Sandoval, Katherine Arias, Lita Rodríguez, Marisol Mendoza, Nancy Pérez, Rocío del Pilar Miranda, Karina Soto, Lisset Sosa, Silvia Aguilar y Johanna Peña. Su comando técnico por: Heinz Garro, Wilfredo Arce y Raúl Gil.

## Regiones
Para el desarrollo del campeonato, la Federación Peruana de Voleibol ha dividido el territorio peruano en ocho regiones:
- Región I: Conformada por equipos de los departamentos de Amazonas, Tumbes, Piura y Lambayeque.
- Región II: Conformada por equipos de los departamentos de Ancash, Cajamarca, San Martín y La Libertad.
- Región III:  Conformada por equipos de los departamentos de  Loreto, y Ucayali.
- Región IV: Conformada por equipos del departamento de Ica, Lima y de la Provincia Constitucional del Callao
- Región V:  Conformada por equipos de los departamentos de   Huánuco, Pasco y Junín.
- Región VI: Conformada por equipos de los departamentos de Huancavelica y Ayacucho
- Región VII: Conformada por equipos de los departamentos de Arequipa, Moquegua y Tacna.
- Región VIII: Conformada por equipos de los departamentos de  Cusco, Madre de Dios, Puno y Apurímac.

Hasta el año 2008, la liga del Departamento de Ica estaba incluida dentro de la Región VI, habiendo sido trasladada a la región IV en el 2009.

## Etapas
Cada Departamento del Perú se divide en Provincias y estas en Distritos.

## Campeones
| Año           | Campeón                      | Ciudad             | Subcampeón                |
| ------------- | ---------------------------- | ------------------ | ------------------------- |
| 2009 Detalles | CV Universitario de Deportes | Lima Metropolitana | Universidad César Vallejo |
| 2010          | -                            | -                  |                           |